# Kepala Pasar
Kepala Pasar is een bestuurslaag in het regentschap Kaur van de provincie Bengkulu, Indonesië. Kepala Pasar telt 1109 inwoners (volkstelling 2010).